# MTV Europe Music Awards de 2017
O MTV Europe Music Awards de 2017 foi realizado em 12 de novembro de 2017, na Arena Wembley, em Londres, na Inglaterra, e contou com Rita Ora como apresentadora.
Esta foi a sexta vez que o Reino Unido sediou a cerimônia, e a segunda vez que Londres foi a cidade-sede. Londres sediou a cerimônia pela primeira vez em 1996, no Alexandra Palace. A transmissão televisiva foi dirigida pelo premiado diretor britânico de multicâmeras Hamish Hamilton.
Taylor Swift foi a artista com o maior numero de indicações, com seis, seguida por Shawn Mendes, que foi indicado a cinco. Mendes ganhou quatro prêmios tornando-se o artista mais premiado da noite.

## Apresentações
| Artista(s)                             | Canção(ões)                                                                                | Apresentado por            |
| Pré-show                               | Pré-show                                                                                   | Pré-show                   |
| -------------------------------------- | ------------------------------------------------------------------------------------------ | -------------------------- |
| Stefflon Don                           | "Hurtin' Me"                                                                               | Sway Calloway Becca Dudley |
| Premiação                              |                                                                                            |                            |
| Eminem Skylar Grey                     | "Walk on Water"                                                                            | —                          |
| Liam Payne                             | "Strip That Down"                                                                          | Rita Ora                   |
| Camila Cabello                         | "Havana"                                                                                   | —                          |
| Demi Lovato                            | "Sorry Not Sorry" Tell Me You Love Me"                                                     | Rita Ora                   |
| Stormzy                                | "Big for Your Boots"                                                                       | Rita Ora                   |
| Rita Ora                               | "Your Song" Anywhere"                                                                      | —                          |
| Shawn Mendes                           | "There's Nothing Holdin' Me Back"                                                          | Rita Ora                   |
| Clean Bandit                           | "Symphony" (com Zara Larsson) "I Miss You" (com Julia Michaels "Rockabye" (com Anne-Marie) | Rita Ora                   |
| U2                                     | "Get Out of Your Own Way"                                                                  | Rita Ora Stormzy           |
| French Montana Swae Lee                | "Unforgettable"                                                                            | Rita Ora                   |
| Travis Scott                           | "Butterfly Effect"                                                                         | —                          |
| The Killers                            | "The Man"                                                                                  | Rita Ora                   |
| Kesha                                  | "Learn to Let Go"                                                                          | —                          |
| David Guetta Charli XCX French Montana | "Dirty Sexy Money"                                                                         | Rita Ora                   |

Notas
1. ↑  Filmado na Trafalgar Square, na Cidade de Westminster, Grande Londres, na Inglaterra.

## Vencedores e indicados
| Melhor Canção (apresentado por Natalie Dormer e Paul Pogba) | Melhor Vídeo (apresentado por Hailey Baldwin e Skylar Grey) |
| --- | --- |
| - Shawn Mendes — "There's Nothing Holdin' Me Back" - Clean Bandit com part. de Sean Paul e Anne-Marie — "Rockabye" - Ed Sheeran — "Shape of You" - Luis Fonsi com part. de Daddy Yankee e Justin Bieber — "Despacito (remix)" - DJ Khaled com part. de Rihanna e Bryson Tiller — "Wild Thoughts" | - Kendrick Lamar — "Humble" - Foo Fighters — "Run" - Katy Perry com part. de Migos — "Bon Appétit" - Taylor Swift — "Look What You Made Me Do" - Kyle com part. de Lil Yachty — "iSpy" |
| Melhor Artista (apresentado por Dele Alli e Madison Beer) | Artista Revelação |
| - Shawn Mendes - Kendrick Lamar - Ariana Grande - Ed Sheeran - Miley Cyrus - Taylor Swift | - Dua Lipa - Julia Michaels - Khalid - Kyle - Rag'n'Bone Man |
| Melhor Artista de Pop (apresentado por Sabrina Carpenter e Daya) | Melhor Artista de Musica Eletrônica |
| - Camila Cabello - Demi Lovato - Miley Cyrus - Shawn Mendes - Taylor Swift | - David Guetta - Calvin Harris - Major Lazer - Martin Garrix - The Chainsmokers |
| Melhor Artista de Rock | Melhor Artista de Musica Alternativa (apresentado por James Bay e Nathalie Emmanuel)                                                                                                   |
| - Coldplay - Foo Fighters - Royal Blood - The Killers - U2 | - Thirty Seconds to Mars - Lana Del Rey - Imagine Dragons - Lorde - The xx |
| Melhor Artista de Hip-Hop (apresentado por Prophets of Rage) | Melhor Artista ao Vivo |
| - Eminem - Kendrick Lamar - Post Malone - Drake - Future | - Ed Sheeran - Bruno Mars - Coldplay - Eminem - U2 |
| Melhor World Stage | Melhor Artista Push |
| - The Chainsmokers - DNCE - Foo Fighters - Kings of Leon - Steve Aoki - Tomorrowland 2017 | - Hailee Steinfeld - Jon Bellion - Julia Michaels - Kacy Hill - Khalid - Kyle - Noah Cyrus - Petite Meller - Rag'n'Bone Man - SZA - The Head and the Heart                             |
| Maiores Fãs (apresentado por Sway Calloway no pré-show) | Melhor Visual (apresentado por Becca Dudley e Maya Jama no pré-show) |
| - Shawn Mendes - Ariana Grande - Justin Bieber - Katy Perry - Taylor Swift | - Zayn - Dua Lipa - Harry Styles - Rita Ora - Taylor Swift |
| Melhor Artista Mundial | Prêmio Power of Music |
| - Alma (Finlândia) - Babymetal (Japão) - C. Tangana (Espanha) - Davido (Nigéria) - Lali (Argentina) - Lil' Kleine (Holanda) - Stormzy (Reino Unido e Irlanda) | - Artists for Grenfell |
| Ícone Global (apresentado por Jared Leto) | |
| U2 | |

Notas
1. ↑  Prêmio recebido por Rita Ora mais cedo naquela noite. Artists for Grenfell é composto por: Stormzy, Robbie Williams, James Blunt, Rita Ora, Craig David, Dan Smith, Liam Payne, Emeli Sandé, Kelly Jones, Paloma Faith, Louis Tomlinson, Labrinth, Jorja Smith, WSTRN, Leona Lewis, Jessie J, James Arthur, Roger Daltrey, Ella Eyre, Anne-Marie, Ella Henderson, Louisa Johnson, 5 After Midnight,  Angel, Carl Barât, Deno, Donae'o, [Dua Lipa]], Fleur East, Gareth Malone e The Choir for Grenfell, Geri Halliwell, Gregory Porter, Jessie Ware, John Newman, Jon McClure, London Community Gospel Choir, Matt Goss, Matt Terry, Mr Eazi, Nathan Sykes, Omar, Pixie Lott, Ray BLK, Raye, Shakka, Shane Filan, Tom Grennan, Tony Hadley, e Tulisa.

## Vencedores e indicados regionais
| Europa | Europa                                                                             |
| Melhor Artista: Adria                                                                                                   | Melhor Artista Alemão                                                              |
| --- | ---------------------------------------------------------------------------------- |
| - Nicim Izazvan - Koala_Voice - Marin Jurić Čivro - Nina Kraljić - Sara Jo                                              | - Wincent Weiss - Alle Farben - Cro - Mark Forster - Marteria                      |
| Melhor Artista Belga | Melhor Artista Dinamarquês                                                         |
| - Loïc Nottet - Bazart - Coely - Lost Frequencies - Oscar & The Wolf                                                    | - Martin Jensen - Christopher - Kesi - Lukas Graham - MØ                           |
| Melhor Artista Espanhol                                                                                                 | Melhor Artista Finlandês                                                           |
| - Miguel Bosé - C. Tangana - Kase O - Lori Meyers - Viva Suecia                                                         | - Alma - Evelina - Haloo Helsinki! - Mikael Gabriel - Robin                        |
| Melhor Artista Francês                                                                                                  | Melhor Artista Holandês                                                            |
| - Amir - Soprano - MHD - Petit Biscuit - Feder                                                                          | - Lil' Kleine\|Lil Kleine - Boef]] - Chef'Special - Lucas & Steve - Roxeanne Hazes |
| Melhor Artista Húngaro                                                                                                  | Melhor Artista Israelense                                                          |
| - Magdolna Rúzsa - Freddie - Gabi Tóth - Joci Pápai - Kowalsky Meg A Vega                                               | - Noa Kirel - Ania Bukstein - Nechi Nech - Static & Ben El - Stephane Legar        |
| Melhor Artista Italiano                                                                                                 | Melhor Artista Norueguês                                                           |
| - Ermal Meta - Fabri Fibra - Francesco Gabbani - Thegiornalisti - Tiziano Ferro                                         | - Alan Walker - Astrid S - Gabrielle - Kygo - Seeb                                 |
| Melhor Artista Polonês                                                                                                  | Melhor Artista Português                                                           |
| - Dawid Kwiatkowski - Bednarek - Margaret - Monika Lewczuk - Natalia Nykiel                                             | - Salvador Sobral - HMB - Mickael Carreira - Miguel Araújo - Virgul                |
| Melhor Artista: Reino Unido e Irlanda (apresentado por Becca Dudley no pré-show)                                        | Melhor Artista Russo                                                               |
| - Louis Tomlinson - Dua Lipa - Ed Sheeran - Little Mix - Stormzy                                                        | - Ivan Dorn - Elena Temnikova - Grebz - Yolka - Husky                              |
| Melhor Artista Sueco | Melhor Artista Suíço                                                               |
| - Axwell and Ingrosso - Galantis - Tove Lo - [Vigiland - Zara Larsson                                                   | - Mimiks - Lo & Leduc - Pegasus - Xen - Züri West                                  |
| África |                                                                                    |
| Melhor Artista Africano                                                                                                 |                                                                                    |
| - Davido - Babes Wodumo - C4 Pedro - Nyashinski - Wizkid                                                                |                                                                                    |
| Ásia |                                                                                    |
| Melhor Artista Coreano                                                                                                  | Melhor Artista: Grande China                                                       |
| - GFriend - Highlight - Mamamoo - Seventeen - Wanna One                                                                 | - Huo Zun - Bii - He Jie - Pakho Chau - Wang Sulong                                |
| Melhor Artista Indiano                                                                                                  | Melhor Artista Japonês                                                             |
| - Hard Kaur - Yatharth - Nucleya - Parekh & Singh - Raja Kumari                                                         | - Babymetal - Kohh - Kyary Pamyu Pamyu - Rekishi - Wednesday Campanella            |
| Melhor Artista: Sudeste Asiático                                                                                        |                                                                                    |
| - James Reid - Faizal Tahir - Dam Vinh Hung - Isyana Sarasvati - Slot Machine - The Sam Willows - Palitchoke Ayanaputra |                                                                                    |
| Austrália e Nova Zelândia                                                                                               |                                                                                    |
| Melhor Artista Australiano                                                                                              | Melhor Artista Neozelandês                                                         |
| - Jessica Mauboy - Pnau - Illy - [[Meg Mac - Vera Blue                                                                  | - Tapz - David Dallas - Lorde - Maala - Stan Walker                                |
| Américas |                                                                                    |
| Melhor Artista Brasileiro                                                                                               | Melhor Artista Canadense                                                           |
| - Anitta - Alok - Karol Conká - Nego do Borel - Projota                                                                 | - Shawn Mendes - Alessia Cara - Drake - Justin Bieber - The Weeknd                 |
| Melhor Artista Estadunidense                                                                                            | Melhor Artista Latino: América Central                                             |
| - Fifth Harmony - DJ Khaled - Kendrick Lamar - Bruno Mars - Taylor Swift                                                | - J Balvin - Maluma - Morat - Piso 21 - Sebastián Yatra                            |
| Melhor Artista Latino: América do Norte                                                                                 | Melhor Artista Latino: América do Sul                                              |
| - Mon Laferte - Café Tacuba - Caloncho - Natalia Lafourcade - Sofía Reyes                                               | - Lali - Airbag - Carajo - Indios - Oriana                                         |